# São Tomé-i szivárványos-galamb
A São Tomé-i szivárványos-galamb (Columba malherbii) a madarak osztályának galambalakúak (Columbiformes) rendjéhez és a galambfélék (Columbidae) családjához tartozó faj.

## Rendszerezése
A fajt Jules Verreaux és Edouard Verreaux írta le 1851-ben.

## Előfordulása
Egyenlítői-Guinea és São Tomé és Príncipe területén honos. Természetes élőhelyei a szubtrópusi és trópusi síkvidéki esőerdők és ültetvények. Állandó nem vonuló faj.

## Megjelenése
Testhossza 28 centiméter.

## Természetvédelmi helyzete
Az elterjedési területe kicsi, egyedszáma a vadászat miatt csökken. A Természetvédelmi Világszövetség Vörös listáján mérsékelten fenyegetett fajként szerepel.